# La Sequera de Haza
La Sequera de Haza település Spanyolországban, Burgos tartományban. La Sequera de Haza Moradillo de Roa, Haza, Adrada de Haza és Hontangas községekkel határos. Lakosainak száma 27 fő (2024).

## Népesség
A település népessége az utóbbi években az alábbiak szerint változott:
| Lakosok száma | 64   | 53   | 50   | 37   | 46   | 35   | 35   | 31   | 25   | 27   |
|               | 2001 | 2004 | 2006 | 2009 | 2011 | 2014 | 2016 | 2019 | 2021 | 2024 |